# Heliconius

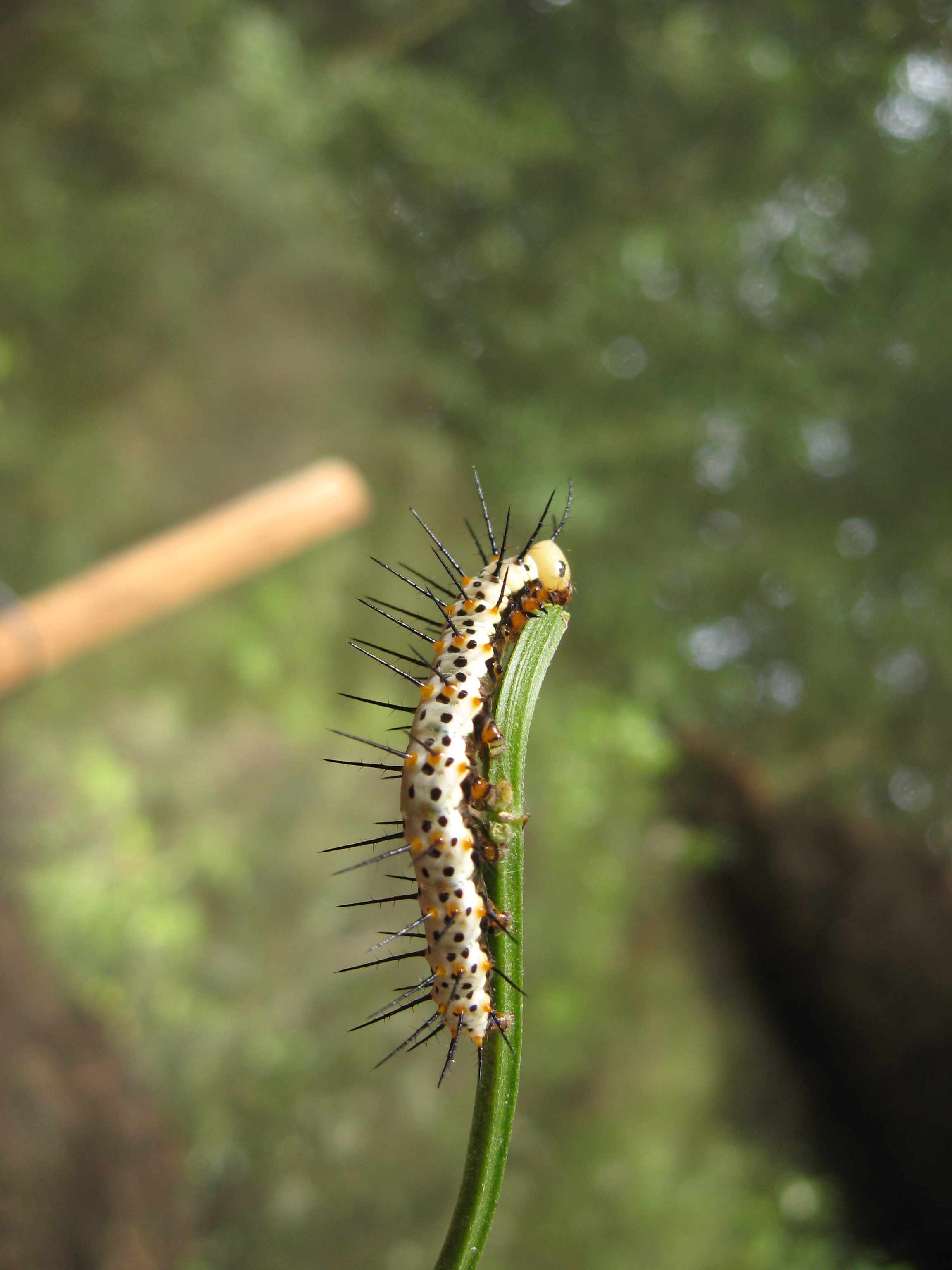
Larva de Heliconius erato

Heliconius es un género de insectos lepidópteros de la familia Nymphalidae. Se distribuye por los trópicos y subtrópicos del Nuevo Mundo.
Muchas especies presentan mimetismo con otras especies del mismo género. Por eso han sido objeto de estudios evolutivos, especialmente estudios de mimetismo batesiano y mülleriano.

## Especies
Relación de especies.
- Heliconius Kluk, 1802
  - Heliconius antiochus (Linnaeus, 1767)  Heliconius antiochus

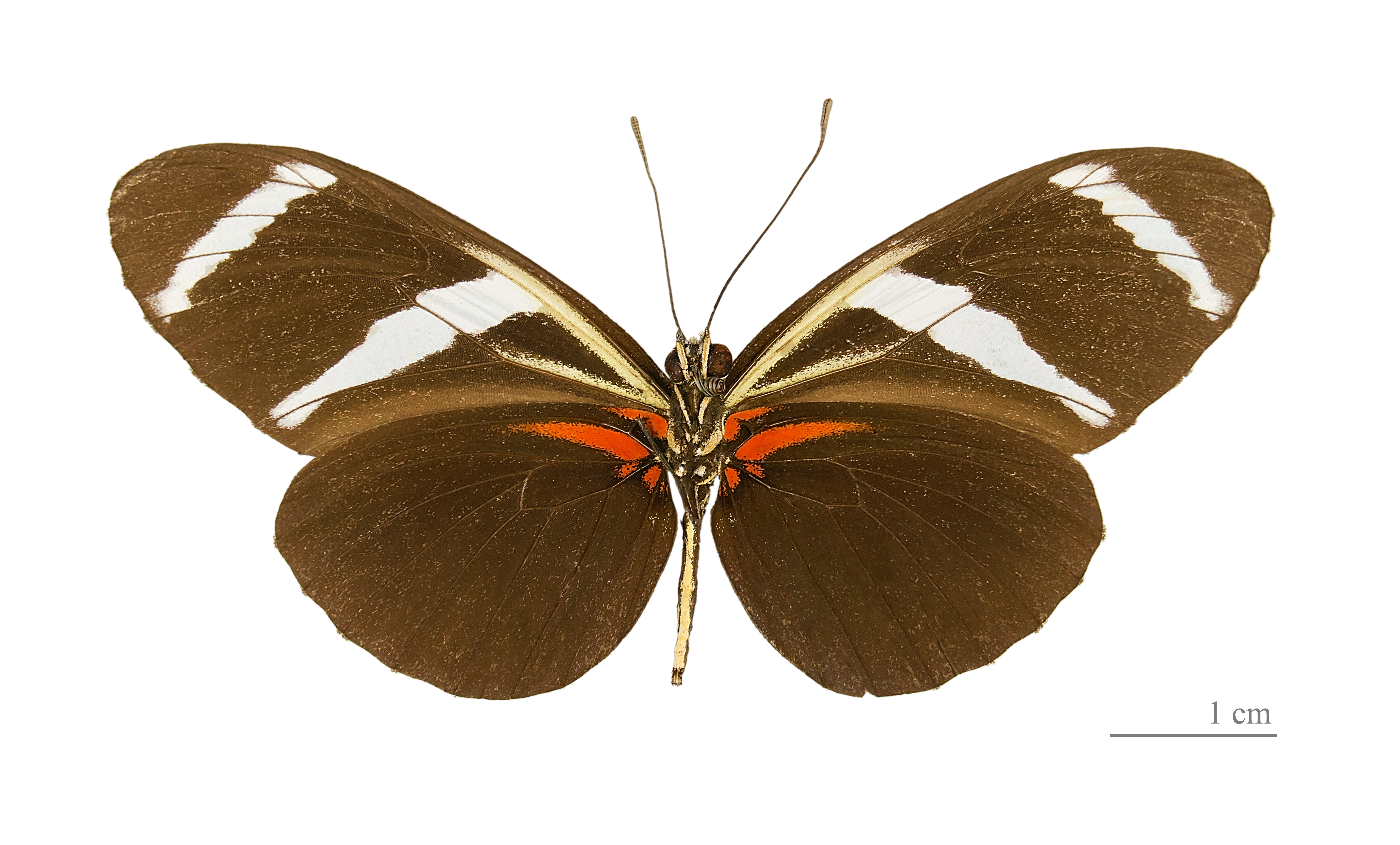
Heliconius antiochus

    - Heliconius antiochus antiochus (Linnaeus, 1767)
    - Heliconius antiochus alba Riffarth
    - Heliconius antiochus aranea (Fabricius)
    - Heliconius antiochus salvinii Dewitz

  - Heliconius astraea Staudinger, 1897
  - Heliconius atthis Doubleday, 1847
  - Heliconius beskei Ménétriés, 1857
  - Heliconius burneyi (Hübner, 1816) 
    - Heliconius burneyi burneyi (Hübner, 1816)
    - Heliconius burneyi catharinae Staudinger
    - Heliconius burneyi nuebneri Staudinger
    - Heliconius burneyi lindigii Felder
    - Heliconius burneyi serpensis Kaye

  - Heliconius choarina Hewitson, 1872
  - Heliconius congenor Weymer, 1890
  - Heliconius crispinus Kruger
  - Heliconius charithonia (Linnaeus, 1767) Heliconius charithonia

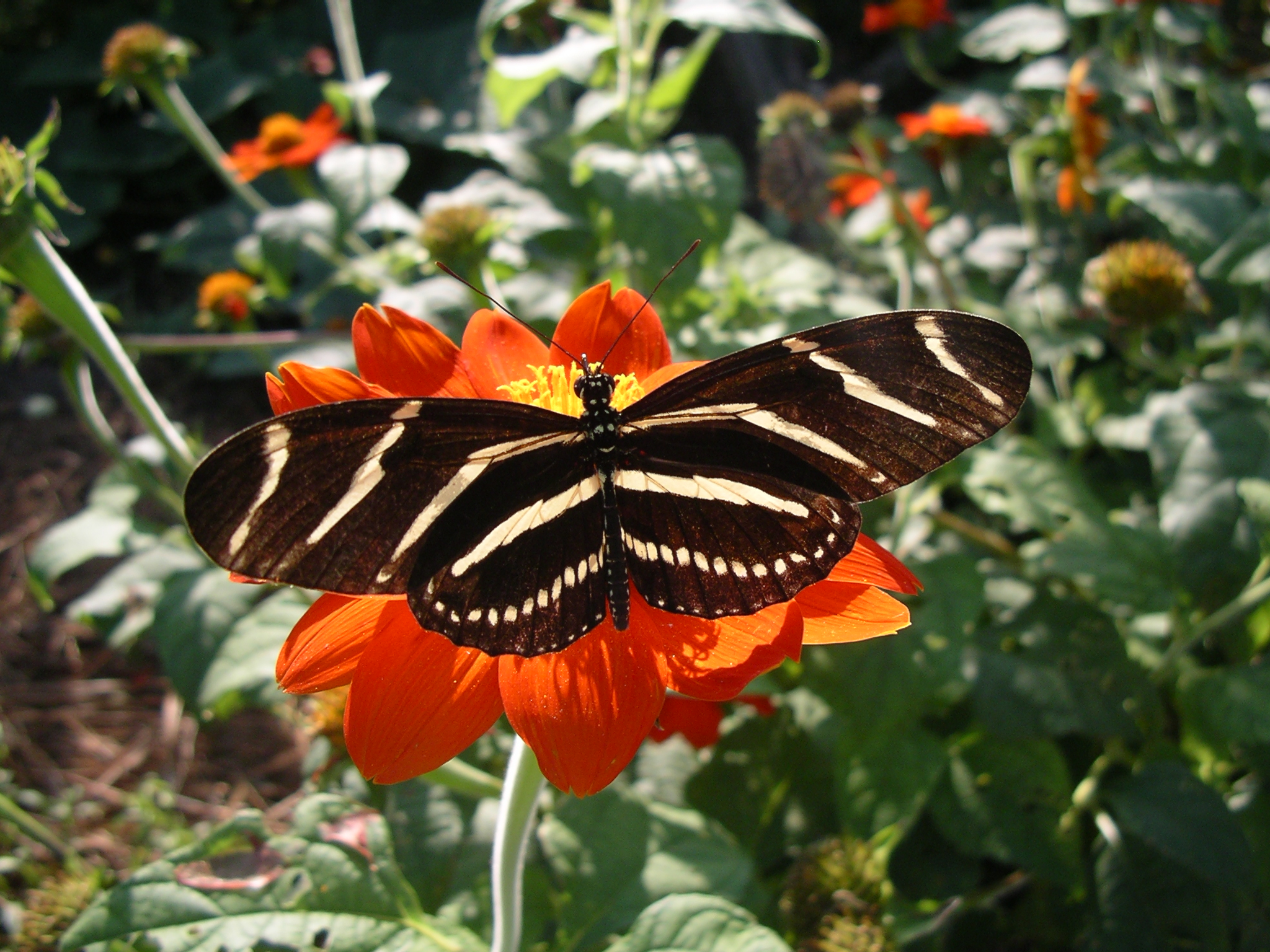
Heliconius charithonia

    - Heliconius charithonia charithonia (Linnaeus, 1767)
    - Heliconius charithonia peruviana Felder
    - Heliconius charithonia punctata Hall
    - Heliconius charithonia simulator Rober
    - Heliconius charithonia tuckeri Comstock & Brown, 1950
    - Heliconius charithonia vasquezae Comstock & Brown, 1950

  - Heliconius cydno (Doubleday, 1847)
    - Heliconius cydno cydno Doubleday, 1847
    - Heliconius cydno alithea Hewitson
    - Heliconius cydno chioneus Bates, 1864
    - Heliconius cydno galanthus Bates, 1864
    - Heliconius cydno wernickei Weymer
    - Heliconius cydno weymeri Staudinger
    - Heliconius cydno zelinde Butler

  - Heliconius clysonymus Latreille, 1817
    - Heliconius clysonymus clysonymus Latreille, 1817
    - Heliconius clysonymus fischeri Fassl
    - Heliconius clysonymus hygiana Hewitson
    - Heliconius clysonymus montanus Salvin, 1871
    - Heliconius clysonymus semirubra

  - Heliconius demeter Staudinger, 1897
    - Heliconius demeter demeter Staudinger
    - Heliconius demeter beebei Turner
    - Heliconius demeter bouqueti Nöldner
    - Heliconius demeter eratosignis Joicey & Talbot
    - Heliconius demeter turneri Brown & Benson

  - Heliconius doris (Linnaeus, 1771) (antes Laparus doris)Heliconius doris
  - Heliconius egeria (Cramer, 1775)

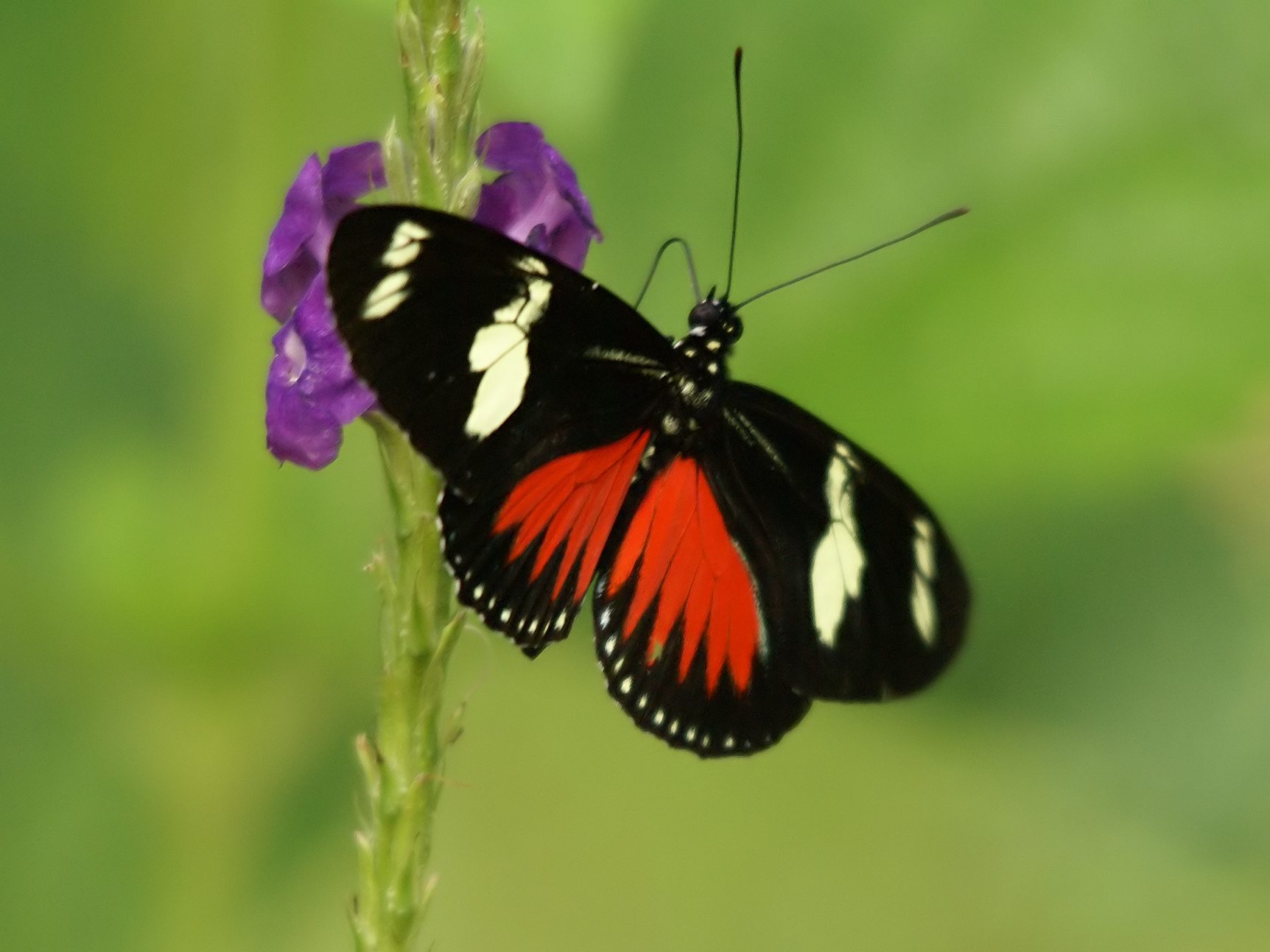
Heliconius doris

    - Heliconius egeria egeria (Cramer, 1775)
    - Heliconius egeria egerides Staudinger
    - Heliconius egeria hylas Weymer
    - Heliconius egeria homogena Bryk

  - Heliconius eleuchia Hewitson, 1853 
    - Heliconius eleuchia eleuchia Hewitson, 1853
    - Heliconius eleuchia primularis Butler
    - Heliconius eleuchia eleusinus Staudinger

  - Heliconius elevatus Nöldner, 1901
    - Heliconius elevatus elevatus Noldner
    - Heliconius elevatus bari Oberthür
    - Heliconius elevatus schmassmanni Joicey & Talbot
    - Heliconius elevatus perchlora Joicey & Talboe
    - Heliconius elevatus roraima Turner
    - Heliconius elevatus luciana Lichy
    - Heliconius elevatus tumaturnari Kaye
    - Heliconius elevatus pseudocupidineus Neustetter
    - Heliconius elevatus taracuanus Bryk
    - Heliconius elevatus willmotti Neukirchen, 1997

  - Heliconius ennius (Weymer, 1891)
  - Heliconius erato (Linnaeus, 1764) Heliconius erato 

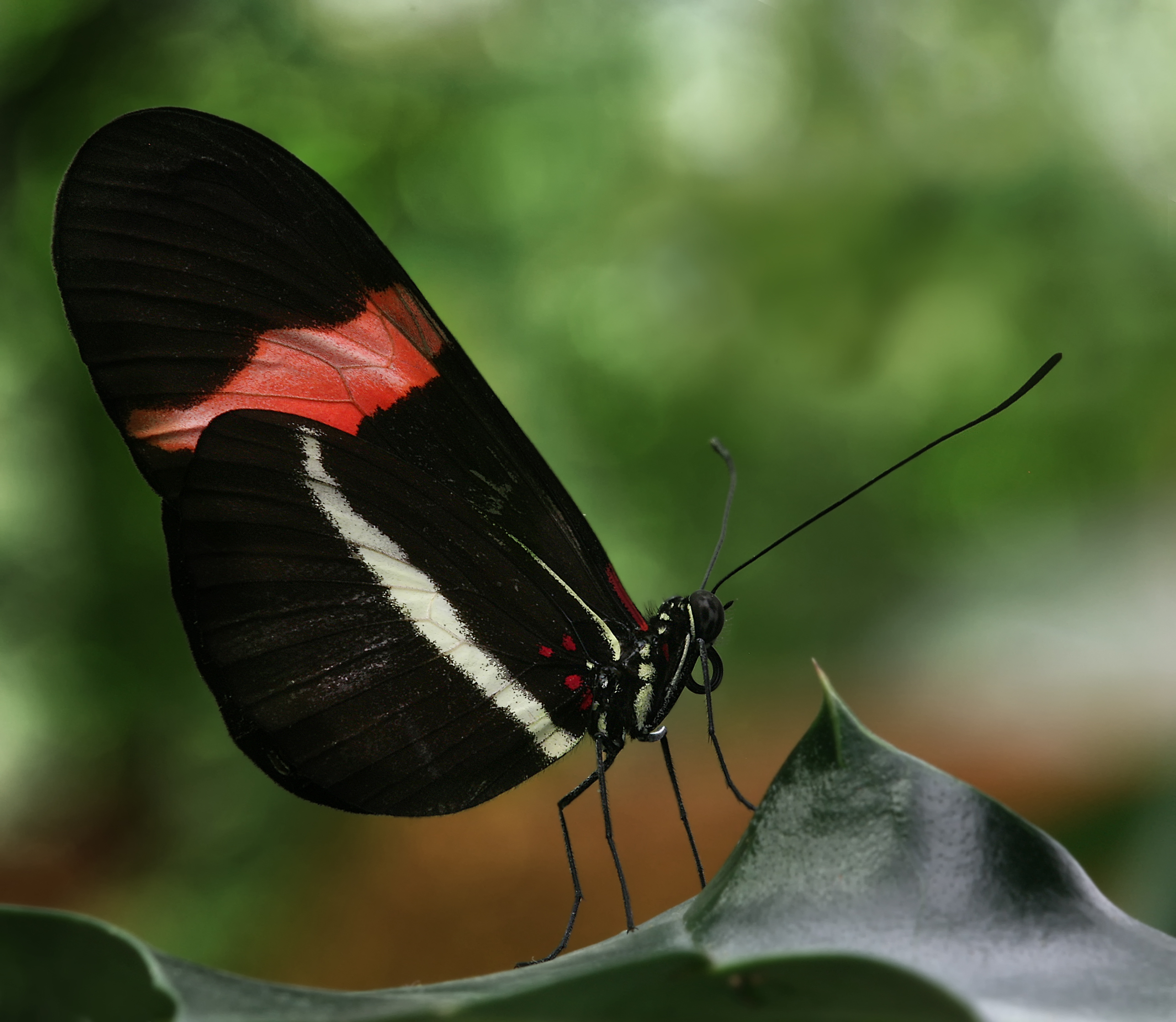
Heliconius erato

    - Heliconius erato erato (Linnaeus, 1764)
    - Heliconius erato amalfreda Riffarth
    - Heliconius erato amphitrite Riffarth
    - Heliconius erato chestertonii Hewitson
    - Heliconius erato cruentus
    - Heliconius erato cyrbia Latreille & Godart
    - Heliconius erato dignus Stichel
    - Heliconius erato estrella Bryk
    - Heliconius erato favorinus Hopffer
    - Heliconius erato hydara Hewitson
    - Heliconius erato lativitta Butler, 1877
    - Heliconius erato meliorina Neusteter
    - Heliconius erato microlea Kaye
    - Heliconius erato notabilis Godman & Salvin
    - Heliconius erato petiveranus Doubleday, 1847
    - Heliconius erato phyllis (Fabricius)
    - Heliconius erato reductimacula Bryk
    - Heliconius erato venus Staudinger
    - Heliconius erato venustus Salvin

  - Heliconius ethilla (Godart, 1819)
    - Heliconius ethilla ethilla (Godart, 1819)
    - Heliconius ethilla adela Neustetter
    - Heliconius ethilla aerotome Felder
    - Heliconius ethilla claudia Godman & Salvin
    - Heliconius ethilla eucoma (Hübner)
    - Heliconius ethilla flavomaculatus Weymer
    - Heliconius ethilla metalilus Butler
    - Heliconius ethilla narcaea (Godart)
    - Heliconius ethilla nebulosa Kaye
    - Heliconius ethilla semiflavidus Weymer
    - Heliconius ethilla thielei Riffarth
    - Heliconius ethilla tyndarus Weymer

  - Heliconius ethra (Hübner, [1831])
  - Heliconius fruhstorferi Riffarth, 1899
  - Heliconius hecalesia Hewitson, 1853
    - Heliconius hecalesia hecalesia Hewitson, 1853
    - Heliconius hecalesia eximus Stichel
    - Heliconius hecalesia formosus Bates, 1863

  - Heliconius hecale (Fabricius, 1775) Heliconius hecale

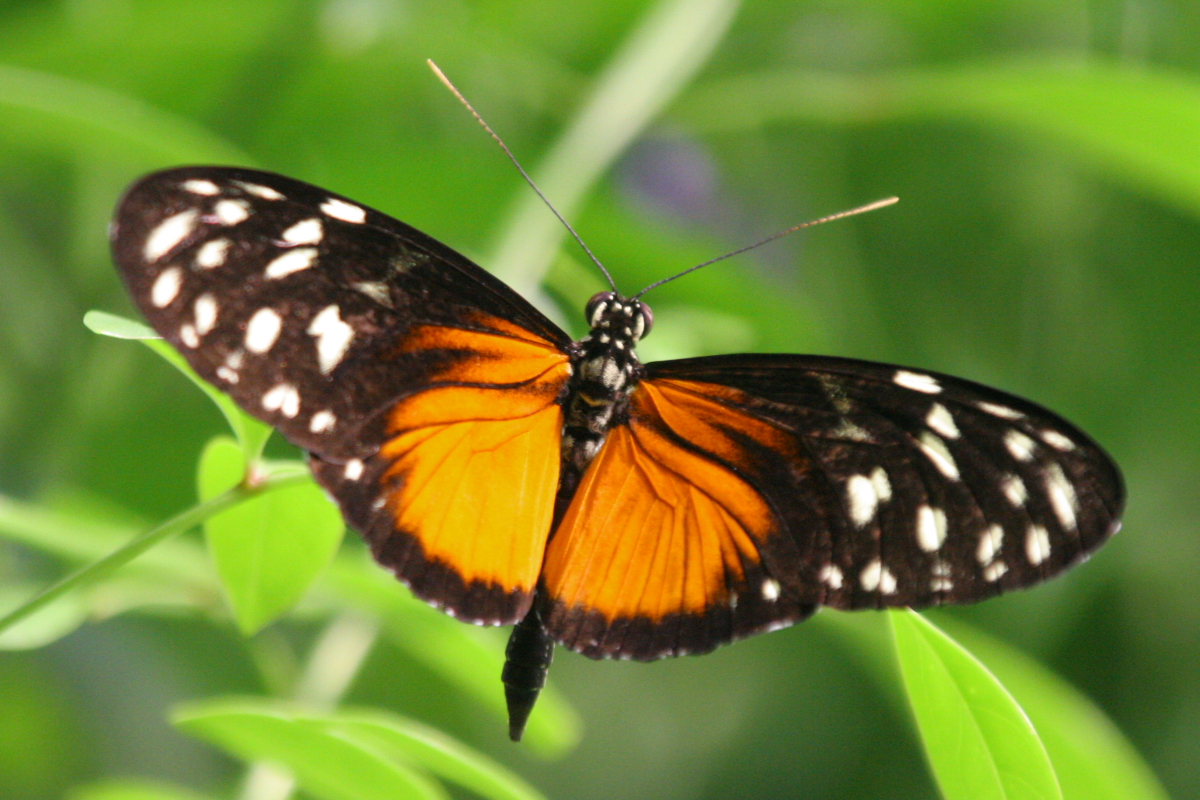
Heliconius hecale

    - Heliconius hecale hecale (Fabricius)
    - Heliconius hecale anderida Hewitson
    - Heliconius hecale barcanti Brown & Yeper
    - Heliconius hecale clearei Hall
    - Heliconius hecale ennuis Weymer
    - Heliconius hecale fornarina Hewitson, 1853
    - Heliconius hecale ithaca Felder
    - Heliconius hecale jucundus Bates
    - Heliconius hecale latus Riffarth
    - Heliconius hecale melicerta Bates
    - Heliconius hecale nigrofasciatus Weymer
    - Heliconius hecale novatus (Bates)
    - Heliconius hecale quitalenus (Hewitson, 1853)
    - Heliconius hecale radiosus Butler
    - Heliconius hecale semiphorus Staudinger
    - Heliconius hecale sisyphus Salvin
    - Heliconius hecale styx Niepelt
    - Heliconius hecale vetustus (Butler)
    - Heliconius hecale vittatus Butler
    - Heliconius hecale xanthicles Bates
    - Heliconius hecale zuleika Hewitson, 1854

  - Heliconius hecuba (Hewitson, [1858])
  - Heliconius heliconoides (Felder)
  - Heliconius hermathena (Hewitson, 1853)
    - Heliconius hermathena hermathena (Hewitson, 1853)
    - Heliconius hermathena vereatta Stichel

  - Heliconius heurippa (Hewitson, 1853)
  - Heliconius hewitsoni Staudinger, 1875
  - Heliconius hierax Hewitson, 1869
  - Heliconius himera Hewitson, 1867
  - Heliconius hortense Guérin, 1829
  - Heliconius ismenius Latreille, 1817
    - Heliconius ismenius ismenius Latreille, 1817
    - Heliconius ismenius telchinia Doubleday, 1847
    - Heliconius ismenius clarescens Butler, 1875
    - Heliconius ismenius occidentalis Neustetter
    - Heliconius ismenius immoderata Stichel
    - Heliconius ismenius fasciatus Godman & Salvin

  - Heliconius leucadia (Bates, 1862) – Leucadia Longwing
    - Heliconius leucadia leucadia (Bates)
    - Heliconius leucadia pseudorhea Staudinger, 1896

  - Heliconius melpomene (Linnaeus, 1758) Heliconius melpomene

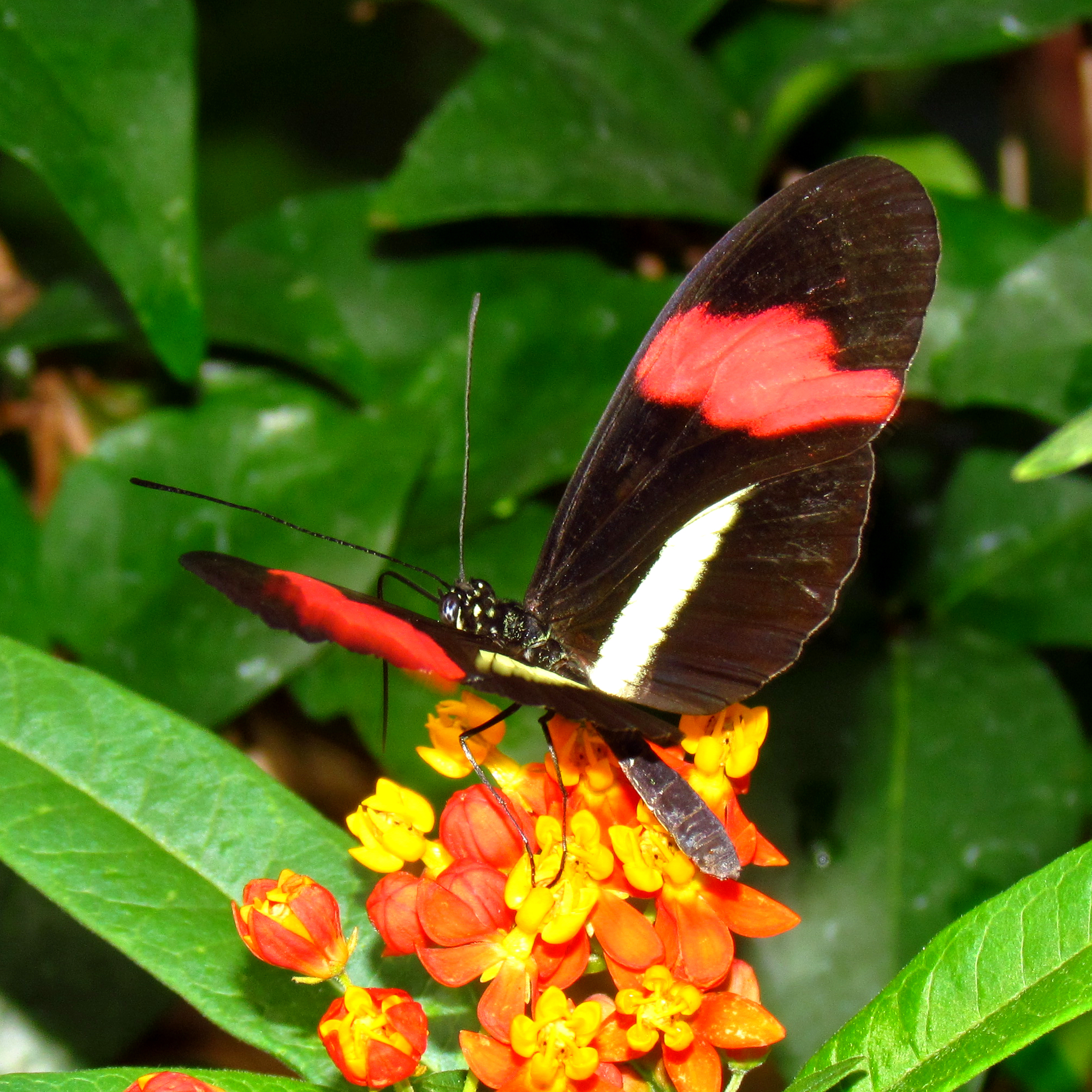
Heliconius melpomene

  - Heliconius metaphorus Weymer, 1883
  - Heliconius nattereri Felder, 1865
  - Heliconius numata (Cramer, 1780) Heliconius numata

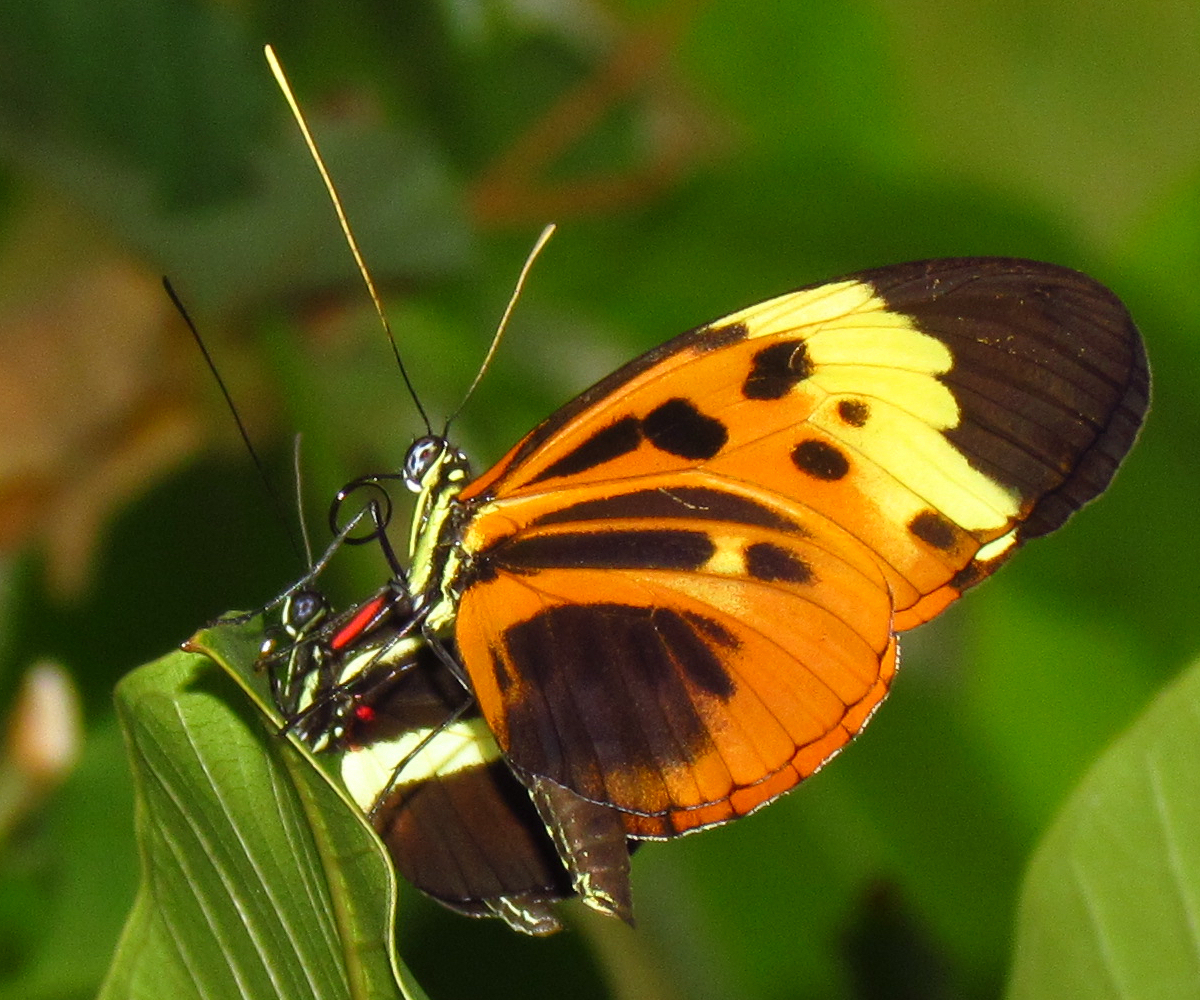
Heliconius numata

    - Heliconius numata numata (Cramer)
    - Heliconius numata aristiona Hewitson, 1853
    - Heliconius numata silvana (Cramer)
    - Heliconius numata superioris Butler
    - Heliconius numata isabellinus Bates
    - Heliconius numata peeblesi Joicey
    - Heliconius numata talboti Joicey & Kaye
    - Heliconius numata leopardus Weymer
    - Heliconius numata messene Felder
    - Heliconius numata euphone Felder
    - Heliconius numata zobrysi Fruhstorfer

  - Heliconius pachinus Salvin, 1871
  - Heliconius pardalinus (Bates, 1862)
    - Heliconius pardalinus pardalinus (Bates)
    - Heliconius pardalinus butleri Brown, 1975

  - Heliconius procula (Doubleday)
  - Heliconius ricini (Linnaeus, 1758)
  - Heliconius sara (Fabricius, 1793) Heliconius sara

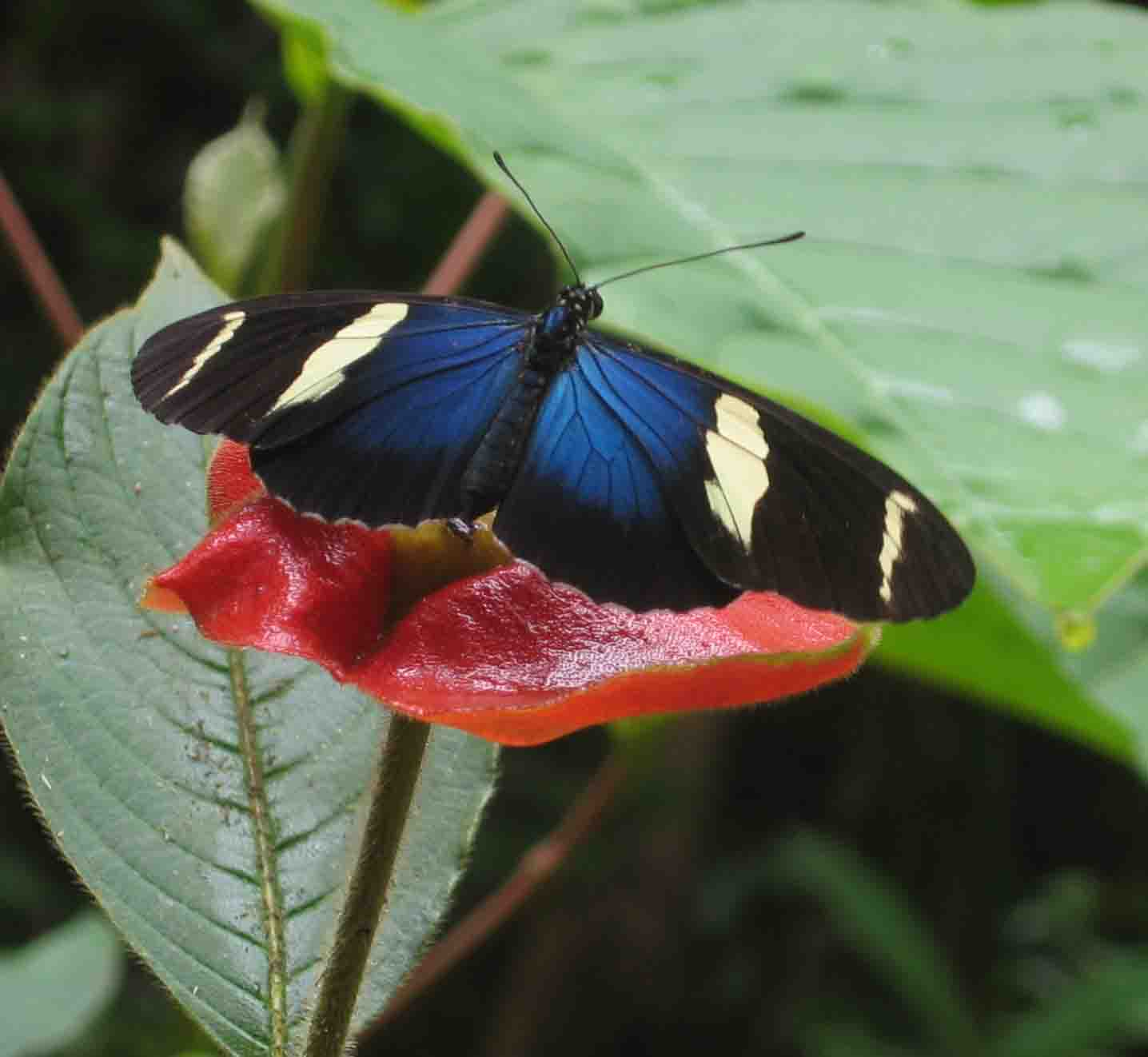
Heliconius sara

    - Heliconius sara sara (Fabricius, 1793)
    - Heliconius sara brevimaculata Staudinger
    - Heliconius sara fulgidus Stichel, 1906
    - Heliconius sara theudela Hewitson, 1874
    - Heliconius sara theudda Hewitson
    - Heliconius sara apseudes (Hübner, 1806)
    - Heliconius sara sprucei Bates, 1864
    - Heliconius sara thamar (Hübner, 1806)
    - Heliconius sara veraepacis Stichel

  - Heliconius sapho (Drury, 1782)
    - Heliconius sapho sapho (Drury, 1782)
    - Heliconius sapho leuce Doubleday, 1847

  - Heliconius sergestus (Weymer, 1894)
  - Heliconius telesiphe Doubleday, 1847 –
    - Heliconius telesiphe telesiphe Doubleday, 1847
    - Heliconius telesiphe sotericus (Salvin)
    - Heliconius telesiphe nivea Kaye

  - Heliconius timareta (Hewitson, 1867)
  - Heliconius vicini (Linnaeus, 1758)
  - Heliconius wallacei Reakirt, 1866 –
    - Heliconius wallacei wallacei Reakirt, 1866
    - Heliconius wallacei flavescens Weymer
    - Heliconius wallacei clytia Cramer
    - Heliconius wallacei kayi Neustetter
    - Heliconius wallacei elsa Riffarth

  - Heliconius xanthocles Bates, 1862
    - Heliconius xanthocles xanthocles Bates, 1862
    - Heliconius xanthocles melete Felder
    - Heliconius xanthocles mellitus Staudinger
    - Heliconius xanthocles caternaulti Oberthür
    - Heliconius xanthocles melior Staudinger